# 易卜拉欣清真寺
22°18′34.0″N 114°09′53.4″E / 22.309444°N 114.164833°E
易卜拉欣清真寺（英語：Ibrahim Mosque）是位於香港旺角渡船街，香港第六座的清真寺，亦是最新建立的一座。

## 歷史
2011年3月，一個穆斯林團體向政府申請覓地建立新的清真寺。2012年9月20日，地政總署批出海泓道地段，並在2013年2月1日移交香港福利聯合會。
清真寺於2013年7月開始建造，並在2013年11月24日落成。
清真寺設施有浴室，儲藏室，會議室和伊瑪目辦公室等。
因應中九龍幹線工程，清真寺已於2020年10月遷往旺角渡船街。